# Бондовский, Александр Васильевич
Александр Васильевич Бондовский (1896—1970) — советский военачальник, участник Великой Отечественной войны. Единственный советский генерал, дважды совершивший побег из плена. Генерал-майор (1940).

## Биография
Родился 12 декабря (24 декабря по новому стилю) 1896 года в Пензе. Окончил 4 класса Пензенской частной гимназии С. А. Пономарёва в 1912 году.
В августе 1915 года мобилизован на военную службу в Русскую императорскую армию. Поскольку имел гимназическое образование, то был определен вольноопределяющимся 2-го разряда в 28-й запасной батальон, который дислоцировался в Чугуевском лагере, затем в Харькове. Там служил до января 1916 года, когда направлен учиться на офицера. В апреле 1916 года окончил 4-ю Московскую школу прапорщиков. Затем служил младшим офицером роты и командиром взвода в 186-м запасном полку в городе Наровчат. В июле того же года с маршевым батальоном убыл в город Ямбург, оттуда направлен на фронт в 174-й пехотный Роменский полк 44-й пехотной дивизии. Воевал в 12-й армии на Северном фронте в должностях от младшего офицера роты до командира полуроты. Участвовал в боях под Ригой. В ноябре 1917 года покинул полк и более в него не вернулся.
Приехал в Пензу, где поступил на службу в городскую милицию.
В июле 1918 года был призван в Красную армию. Сражался на фронтах Гражданской войны. Был командиром роты 3-го стрелкового полка (затем переименован в 246-й стрелковый полк) 28-й стрелковой дивизии, воевал на Восточном фронте против войск атамана А. И. Дутова и адмирала А. В. Колчака. 26 января 1919 года в бою у Кунгура был ранен, лечился в Пензе. Затем — командир взвода 3-х Пензенских пулемётных курсов комсостава, в составе которых участвовал в подавлении восстания Миронова в Саранске и Саратовской губернии. С сентября 1919 года — начальник отряда, помощник командира и командир пулемётной роты на Пензенских и затем на Курских курсах комсостава. Затем назначен командиром пулемётной роты 80-го Курского стрелкового полка 9-й стрелковой дивизии, участвовал в боях против Корниловской дивизии Добровольческой армии генерала А. И. Деникина под Курском и Орлом. По окончании боевых действий курсанты были возвращены на учебу, а А. В. Бондовский назначен командиром полуроты этих же курсов.
С декабря 1920 года — командир роты на 112-х Пензенских пехотных курсах комсостава, затем с января 1923 года командир роты в 19-й Самарской пехотной школе, после её расформирования — на Объединенных Мусульманских курсах комсостава, с октября 1923 — в 6-й Объединённой Казанской Татаро-Башкирской школе комсостава. С декабря 1923 года проходил службу в 1-й Казанской стрелковой дивизии Приволжского военного округа командиром роты, командиром батальона, помощником командира 3-го стрелкового полка по хозяйственной части (Сызрань). В 1926 году окончил Стрелково-тактические курсы усовершенствования комсостава РККА «Выстрел» имени Коминтерна. С декабря 1927 года — помощник командира по строевой части 170-го стрелкового полка 57-й стрелковой дивизии Приволжского ВО (Свердловск), с мая 1931 — командир 193-го стрелкового полка 65-й стрелковой дивизии Приволжского ВО (Тюмень), с мая 1932 — командир 195-го стрелкового полка 65-й стрелковой дивизии Приволжского ВО (с 1935 года дивизия передана в Уральский военный округ) (Ишим).
С августа 1939 года командовал 85-й стрелковой дивизией Уральского военного округа. В январе — феврале 1940 года дивизия была направлена на Северо-Западный фронт советско-финской войны. Но к моменту её прибытия боевые действия завершились, дивизию вернули в Уральский ВО. В июне 1940 года дивизия передана Западному Особому военному округе (Себеж, затем Минск).
Участник Великой Отечественной войны с самого её начала, встретив её в Белоруссии на границе. Дивизия с боями отходила по рубежам по рекам Неман и Свислочь, затем обороняла Гродно, прикрывала отход 11-го механизированного корпуса на Новогрудок, оборонялась по реке Щара. После 5 июля из-за понесённых потерь дивизия перестала существовать как соединение, её бойцы прорывались из окружения отдельными группами. 21 июля 1941 года Бондовский попал в плен при попытке выйти из окружения у деревни Миляково. 26 июля бежал из колонны пленных у деревни Дубинка. После двухмесячного перехода по немецким тылам вышел к своим 16 сентября в одиночку.
21 октября 1941 года попал в плен второй раз у деревни Коломыя, в ту же ночь бежал. Шёл к фронту пешком, обходя города Новгород-Северский, Ямполь, Глухов, Рыльск, Курск, вышел к своим 24 декабря 1941 года у деревни Крюково. С декабря 1941 по апрель 1942 годов проходил спецпроверку в Особом отделе НКВД.
В апреле 1942 года назначен преподавателем тактики на курсах Высшие стрелково-тактические Краснознамённые курсы усовершенствования офицерского состава пехоты «Выстрел», в июле 1943 года назначен начальником учебного курса. В ноябре 1943 года по личной просьбе направлен на фронт заместителем командира 121-го стрелкового корпуса 50-й армии Белорусского фронта, с 2 декабря 1943 года — командиром 324-й стрелковой дивизии этого корпуса, участвовал в Гомельско-Речицкой и Рогачёвско-Жлобинской наступательных операциях на Белорусском и 2-м Белорусском фронтах. 23 февраля во время рекогносцировки позиций А. В. Бондовский с группой офицеров попал под артиллерийский обстрел. Был тяжело ранен, потерял правую ногу. Длительное время находился на излечении в госпитале. Став инвалидом, снова вернулся на военную службу.
В сентябре 1944 года после госпиталя повторно был направлен на курсы «Выстрел», назначен начальником курса штабных офицеров, с марта 1946 года — старший преподаватель тактики этих курсов. С сентября 1946 года был начальником военной кафедры Полтавского педагогического института. 21 мая 1947 года был уволен в отставку.
Умер 15 марта 1970 года в Иваново. Похоронен на кладбище Балино города Иванова (участок 189).

## Память
- В городе Гродно есть улица имени Александра Бондовского.

## Воинские звания
- Полковник (17.02.1936)
- Комбриг (4.11.1939)
- Генерал-майор (4.06.1940)[4]

## Награды
- орден Ленина (21.02.1945[5])
- два ордена Красного Знамени (03.04.1944, 03.11.1944[5])
- три ордена Красной Звезды (16.08.1936, 16.11.1943, 22.02.1944)
- медали
- именное оружие